# Толмачёво (Новосибирская область)
Толмачёво — село в Новосибирском районе Новосибирской области России. Административный центр Толмачёвского сельсовета.

## География
Площадь села — 254 гектаров.

## История
1763 год. В это время в Толмачёво из соседней деревни Большое Кривощёково переселились 24 семьи. Но скорее всего село возникло двумя-тремя годами ранее. Название села, вероятно, восходит к слову «толмачи» – так в старину называли переводчиков.
Кто были первые поселенцы, пока сказать сложно. Это могли быть участники Пугачёвского бунта, старообрядцы, крестьяне с уральских территорий. А причины переселения могли быть разные. Например, поиск хорошей земли для пашни (под Кривощёково ее было немного, кругом заболоченная местность) или места, которому не грозит подтопление (водная стихия угрожала Кривощёково каждые пять лет). Кривощёково и Толмачёво были закреплены за Демидовскими заводами на Алтае и должны были предоставлять им лошадей и провиант.
Так или иначе, но постепенно люди стали обживать территорию около богатой рыбой реки Власиха, строились первые землянки. Однако поселение росло небыстро, к началу XIX века в Толмачёво не проживало и 300 человек. В 1816 году на подробной карте Колывано-Вознесенской горной округи уже присутствовала деревня Толмачёва. Во второй половине века в селе построили приходскую школу и почтовую станцию. Количество жителей стало расти во времена строительства Транссибирской магистрали и Столыпинских реформ. Население Толмачёво выросло почти до 1 200 человек. Они трудились на селе или в недавно основанном Новониколаевске.

В 1928 году состояло из 320 хозяйств, основное население — русские. В административном отношении являлось центром Толмачевского сельсовета Бугринского района Новосибирского округа Сибирского края.

## Население
| 1926 | 2002  | 2007  | 2010  | 2021  |
| ---- | ----- | ----- | ----- | ----- |
| 1606 | ↗3972 | ↗4242 | ↗4608 | ↗9242 |

## Инфраструктура
В селе по данным на 2007 год функционирует 1 учреждение образования.